# Ricardo Senn
Ricardo Santo Senn (Córdova, 3 de abril de 1931) é um ex-ciclista olímpico argentino. Competiu na prova de corrida individual em estrada nos Jogos Pan-Americanos de 1959. Senn representou sua nação nos Jogos Olímpicos de Verão de 1960, em Roma, onde terminou em 44º lugar na prova de corrida em estrada.